# Pandorea stenantha
Pandorea stenantha là một loài thực vật có hoa trong họ Chùm ớt. Loài này được Diels mô tả khoa học đầu tiên năm 1922.